# Der gute Kamerad

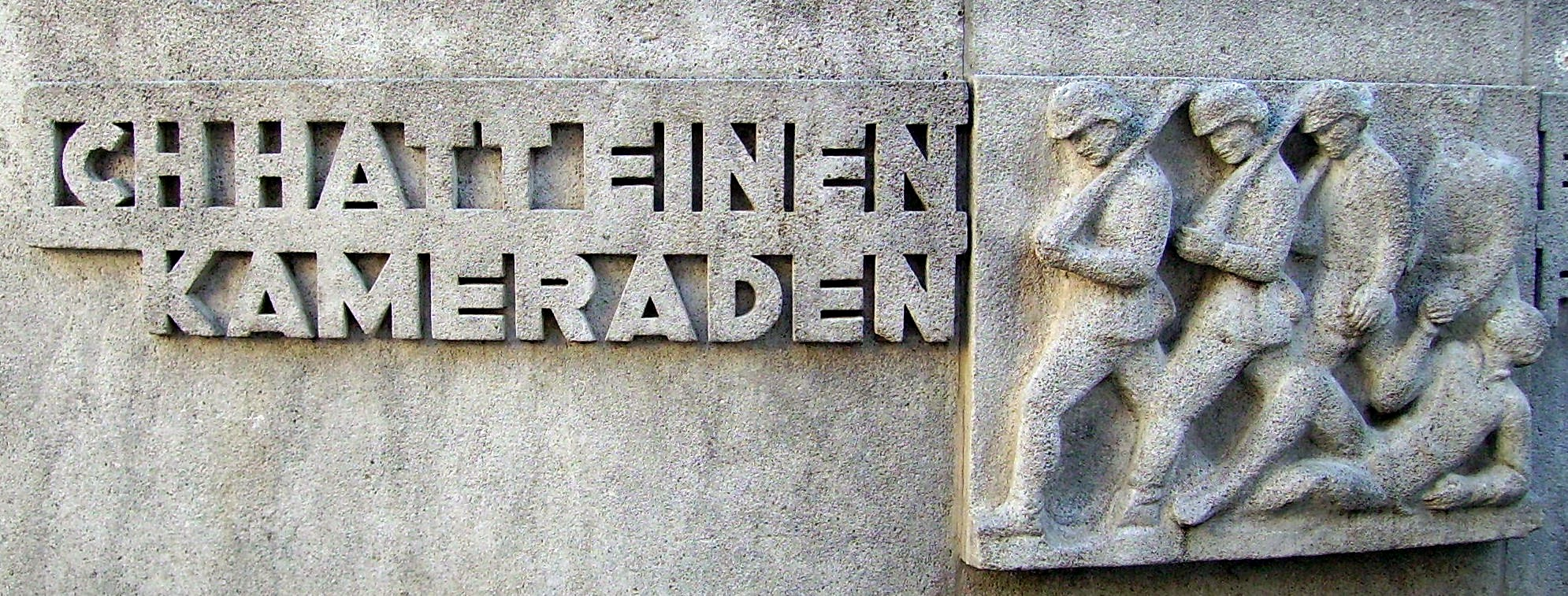
Inschrift auf dem Kriegerdenkmal in Speyer

Der Text Der gute Kamerad wurde 1809 von Ludwig Uhland in Tübingen gedichtet, 1825 vertonte ihn der ebenfalls in Tübingen wohnende Friedrich Silcher. Das so entstandene Lied wurde bekannt unter der Anfangszeile der ersten Strophe: Ich hatt’ einen Kameraden.

## Text

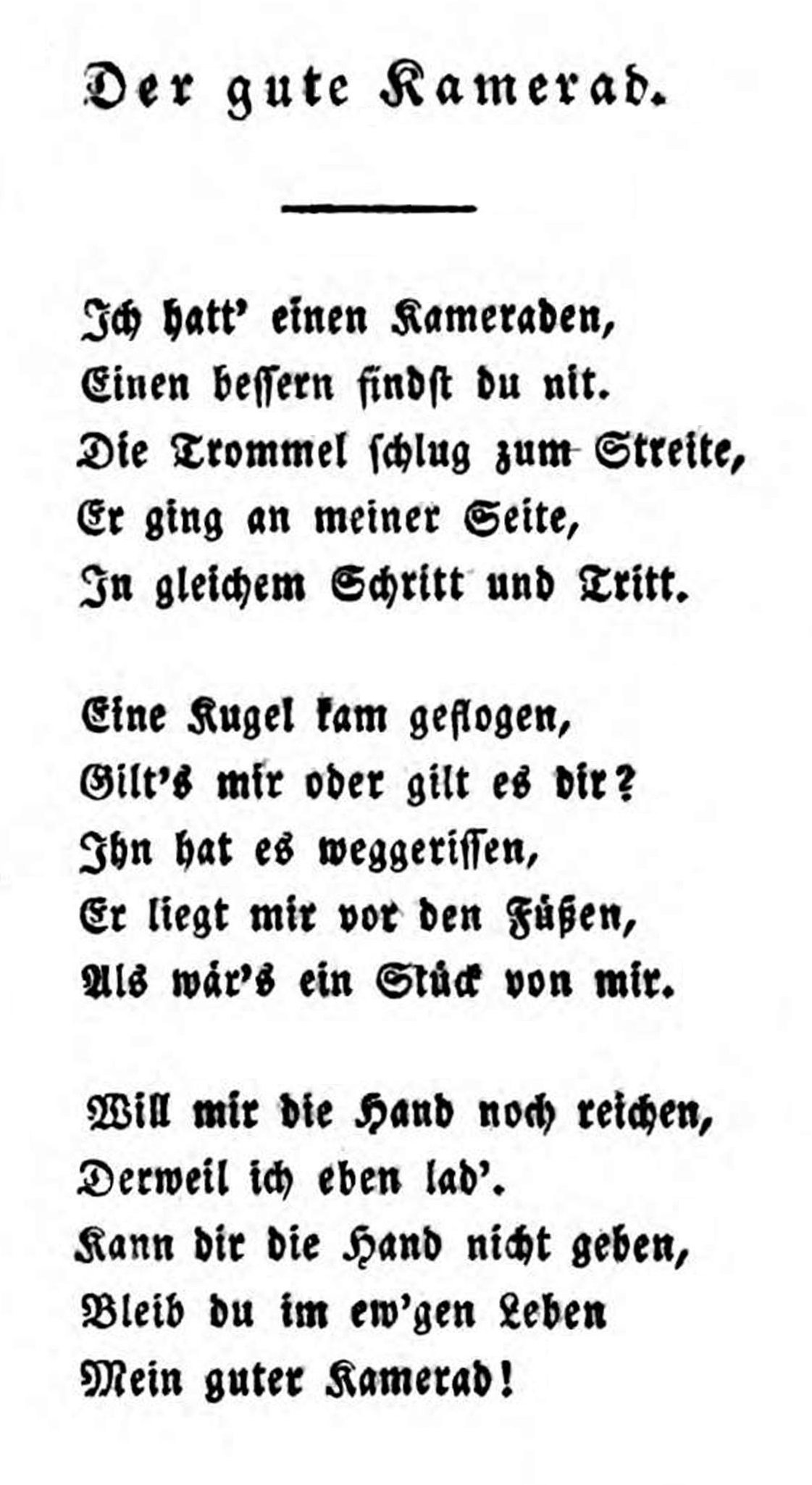
Der gute Kamerad, Druckfassung 1815

Der hier wiedergegebene Wortlaut stimmt mit der ursprünglichen Uhland-Fassung überein. Zahlreiche anderslautende Versionen existieren; diese sind jedoch auf den Prozess des Zersingens zurückzuführen. Der vergleichende Wortlaut ist dem heutigen Sprachgebrauch angepasst. So wurde dieses Lied von Soldaten der Wehrmacht und auch noch heute in der deutschen Bundeswehr und dem österreichischen Bundesheer gesungen.
| Uhland-Fassung | Wehrmacht, deutsche Bundeswehr und österreichisches Bundesheer |
| --- | --- |
| Ich hatt’ einen Kameraden, Einen bessern findst du nit. Die Trommel schlug zum Streite, Er ging an meiner Seite In gleichem Schritt und Tritt. Eine Kugel kam geflogen, Gilt’s mir oder gilt es dir? Ihn hat es weggerissen, Er liegt mir vor den Füßen, Als wär’s ein Stück von mir. Will mir die Hand noch reichen, Derweil ich eben lad. Kann dir die Hand nicht geben, Bleib du im ew’gen Leben Mein guter Kamerad! | Ich hatt’ einen Kameraden, Einen bessern findst du nit. Die Trommel schlug zum Streite, Er ging an meiner Seite Im gleichen Schritt und Tritt. Eine Kugel kam geflogen, Gilt sie mir oder gilt sie dir? Ihn hat sie weggerissen, Er liegt zu meinen Füßen, Als wär’s ein Stück von mir. Will mir die Hand noch reichen, Derweil ich eben lad. Kann dir die Hand nicht geben, Bleib du im ew’gen Leben Mein guter Kamerad! |

## Verwendung
Das Lied vom Guten Kameraden spielt im Trauerzeremoniell in der deutschen Bundeswehr – und auch im österreichischen Bundesheer, bei den österreichischen Feuerwehren und bei der österreichischen Polizei – bei einem Begräbnis mit militärischen Ehren und militärischer Trauerfeiern eine große Rolle. Auch die Schweizer Militärmusik pflegt dieses Lied. Am Ende des mittäglichen Orgelspiels auf der Kufsteiner Heldenorgel, die 1931 als Kriegerdenkmal errichtet wurde, erklingt das Lied vom Guten Kameraden in einer Fassung für Orgel.
Beim Spielen des Liedes ist von einzelnen Soldaten in Uniform der militärische Gruß zu erweisen, eine angetretene Formation steht still bzw. präsentiert. Diese besondere Ehrerweisung steht ansonsten nur Nationalhymnen zu. Das Lied wird in Deutschland auch am Volkstrauertag an Kriegsdenkmälern zur Erinnerung an die Kriegstoten gespielt und im Deutschen Bundestag im Rahmen der Feierstunde.
Auch bei zivilen Trauerfeiern wird das Lied gespielt, wenn der Verstorbene Angehöriger des Militärs, der Polizei, der Freiwilligen Feuerwehr, einer Bereitschaft des Deutschen Roten Kreuzes, eines Musikvereins, einer historischen Schützenbruderschaft oder der Gebirgsschützen gewesen war, in Österreich auch des Österreichischen Turnerbundes (ÖTB), ebenso bei Begräbnissen von Kameraden des österreichischen Kameradschaftsbundes (wo auch manchmal der Text zur Melodie gesprochen wird), Kollegen der Blasmusik und Jägerschaft und bei den Allerheiligen-Feierlichkeiten der österreichischen Feuerwehren.
Auch bei Beerdigungen von Mitgliedern einer Studentenverbindung wird es häufig gesungen, gelegentlich mit dem abweichenden Text des sogenannten Sänger-Grabliedes. In der Provinz Südtirol wird das Lied üblicherweise bei Begräbnissen von Mitgliedern der Freiwilligen Feuerwehr und bei Gedenkfeiern des Südtiroler Schützenbundes, etwa an Andreas Hofer, von der örtlichen Musikkapelle gespielt.
Gesungen wird das Lied dabei nur im Ausnahmefall, sondern lediglich durch Intonation der allgemein bekannten Melodie mit einer Blaskapelle oder einer einzelnen Trompete angedeutet. Auch wenn der Text ohnehin nicht gesungen wird, wird die besonders „kriegerische“ dritte Strophe heute im Regelfall weggelassen.
Auch im nicht deutschsprachigen Ausland ist das Lied in englischer, französischer, italienischer und spanischer Übersetzung geläufig und gehört in manchen Ländern (beispielsweise in Chile und Bulgarien) zum traditionellen Liedgut der Streitkräfte. Im englischen Sprachraum wird meist von einem Bugler „The last Post“ gespielt, um dem Toten die letzte Ehre zu erweisen. Dabei wird von Uniformträgern salutiert.

## Geschichte des Liedes
Das Lied entstand 1809 unter dem Eindruck des Einsatzes badischer Truppen unter französischem Befehl gegen aufständische Tiroler, wobei Uhland zu beiden Seiten Beziehungen hatte. Obwohl das Gedicht schon vertont war, änderte Friedrich Silcher ein Schweizer Volkslied dafür ab und schuf damit die noch heute bekannte Version.
„Der gute Kamerad“ wurde vor allem von der politischen Reaktion instrumentalisiert, und zwar zur Beschönigung und Verklärung des Kriegsopfers und Heldentods. Die Deutungen des Gedichts gehen jedoch weit auseinander. Auf der einen Seite wird dem Text bescheinigt, dass er „den Status einer hymnischen Verklärung des kriegerischen Solidaritätsgefühls in Einklang bringt mit dem Deutungspotenzial des Soldatentodes im Kampf gegen einen Feind“. Auf der anderen Seite steht die Auffassung „das Gedicht gilt für alle gleichermaßen, der Feind wird nicht verteufelt. Daher eignet es sich auch nicht zur Propaganda, zum Anstacheln von Kampfeswillen, sondern „nur“ zur Trauer über die Getöteten.“ Die Wandlungsfähigkeit des Begriffs Kameradschaft zeigt Thomas Kühne in seiner Habilitationsschrift. Er beschreibt für die gesamte politische Bandbreite von links bis rechts in der Zeit zwischen den Weltkriegen, wie ein politisch-agitatorischer Kameradschaftsmythos konstruiert wurde. Darauf konnten die Nationalsozialisten aufbauen. Nach dem Zweiten Weltkrieg entwickelte sich dieses Konstrukt „vom guten Kameraden zur bösen Kameradschaft“.
Im Laufe der Zeit entstanden, besonders in Kriegszeiten, Verballhornungen und kabarettistische Bearbeitungen des Liedes. Verwendet wurde Der gute Kamerad von Anhängern der unterschiedlichsten politischen Richtungen, wie Kurt Oesterle in seinem Artikel über das Lied darlegt. Im Spanischen Bürgerkrieg wurde das Lied (in unterschiedlichen Übersetzungen und zum Teil mit hinzugedichteten Strophen, die die politische Ausrichtung der einen oder anderen Partei unterstreichen) von praktisch allen Parteien verwendet. Am bekanntesten wurde das Hans-Beimler-Lied nach einem Text von Ernst Busch. Das Lied findet teilweise bis heute auch bei ehemaligen Kriegsgegnern Deutschlands, etwa in Frankreich, Verwendung.
Carl Zuckmayer betitelte seine Autobiografie mit der letzten Zeile der zweiten Strophe „Als wär’s ein Stück von mir“.
Marcel Reich-Ranicki nahm Uhlands Gedicht 2005 in seinen Kanon der deutschen Literatur auf.

## Sonstiges
Die italienische Gruppe Kirlian Camera veröffentlichte 1995 eine instrumentale Version des Stücks auf ihrer Single Le Printemps Des Larmes.
Regional verbreitet ist auch eine Solo-Stimme für Trompete mit Signalen, welche bei der zweiten und dritten Strophe gespielt wird.
Romuald Karmakars Der Totmacher von 1995 beginnt mit einer alten und verrauschten Version des Stücks. Der ansonsten nicht mit Musik unterlegte Film startet dadurch sehr düster und versetzt den Zuseher in eine entsprechende Stimmung.
Eine lateinische Fassung mit dem Textanfang Habebam commilitonem schrieb Isolde Kurz als Schülerin. Der Soundtrack des Computerspiels Anno 1800 enthält unter dem Titel In the Belly of the Beast die erste Hälfte dieses Textes mit einer neukomponierten Musik.